# Piper hispidinervum
Piper hispidinervum är en pepparväxtart som beskrevs av C. Dc.. Piper hispidinervum ingår i släktet Piper och familjen pepparväxter. Inga underarter finns listade i Catalogue of Life.